# دومنیکو فرانکو
دومنیکو فرانکو (انگلیسی: Domenico Franco؛ زادهٔ ۹ سپتامبر ۱۹۹۲) بازیکن فوتبال است.
از باشگاه‌هایی که در آن بازی کرده‌است می‌توان به باشگاه فوتبال کیه‌وو ورونا اشاره کرد.